# Рыбкинский
Рыбкинский (баш. Рыбкин) — хутор в Стерлитамакском районе Республики Башкортостан Российской Федерации. Входит в состав Рязановского сельсовета. 

## География

### Географическое положение
Расстояние до:
- районного центра (Стерлитамак): 21 км,
- центра сельсовета (Рязановка): 8 км,
- ближайшей ж/д станции (Стерлитамак): 21 км.

## Население
| 2002 | 2009 | 2010 |
| ---- | ---- | ---- |
| 10   | ↗13  | ↘12  |

Национальный состав
Согласно переписи 2002 года, преобладающая национальность — русские (100 %).